# (37819) 1998 BE5
1998 BE5 (asteroide 37819) é um asteroide da cintura principal. Possui uma excentricidade de 0.07021960 e uma inclinação de 4.82254º.
Este asteroide foi descoberto no dia 20 de janeiro de 1998 por Frank B. Zoltowski em Woomera.